# Carl Johan Petersson
Carl Johan Petersson, Petersson i Eksebo, född 25 september 1850 i Virserums socken, Kalmar län, död 13 februari 1928 i Virserums församling, Kalmar län, var en svensk lantbrukare och riksdagspolitiker.
Petersson var lantbrukare och arrendator. Han var även politiker och var ledamot av riksdagens andra kammare, invald i Aspelands och Handbörds domsagas valkrets.